# One More Night (Sandra-Lied)
One More Night ist ein Popsong von Sandra aus dem Jahr 1990. Der Song wurde im September 1990 als dritte Single aus Sandras fünftem Studioalbum Paintings in Yellow ausgekoppelt.

## Entstehung und Veröffentlichung
Der Song wurde von Michael Cretu, Klaus Hirschburger und Frank Peterson geschrieben und von Cretu produziert. Es handelt sich um eine Synthiepop-Ballade. In dem Liebeslied bekundet die Protagonistin dem Partner die Treue, obwohl dieser „jemand neues“ gefunden hat.
Die Single erschien am 24. September 1990 bei Virgin Records. Auf der B-Seite befindet sich der Titel The Journey (Edit). Auf der 12"-Maxi befinden sich neben der 5:08 Minuten langen Extended Version die 3:41 Minuten dauernde Single-Version und zudem die 7:27 Minuten lange Albumversion von The Journey. Darüber hinaus erschien auch eine CD-Maxi mit einer im Vergleich zur 12"-Maxi geänderten Titelfolge. Der Song erschien auch auf diversen Kompilationen, darunter The Platinum Collection (2009).

## Chartplatzierungen
| ChartsChartplatzierungen | Höchstplatzierung | Wochen |
| ------------------------ | ----------------- | ------ |
| Deutschland (GfK)        | 31 (16 Wo.)       | 16     |